# Feels So Good
Feels So Good е вторият албум на британската поп-група Атомик Китън издаден септември 2002. Албумът достига първо място във Великобритания и е с общи продажби от 600 хиляди и получава 2 пъти платинена сертификация.

## Списък с песните

### Оригинален траклист
1. „It's OK!“ – 3:16
2. „Love Won't Wait“ – 3:29
3. „The Tide Is High (Get the Feeling)“ – 3:25
4. „Feels So Good“ – 3:30
5. „Walking on the Water“ – 4:00
6. „The Moment You Leave Me“ – 3:28
7. „The Last Goodbye“ – 3:07
8. „Love Doesn't Have to Hurt“ – 3:28
9. „Softer the Touch“ – 3:53
10. „The Way That You Are“ – 3:17
11. „Baby Don't U Hurt Me“ – 2:44
12. „So Hot“ – 3:22
13. „Maybe I'm Right“ – 3:31
14. „No One Loves You (Like I Love You)“ – 4:00

### Аржентинско издание/Специално издание CD1
1. „It's OK!“ – 3:16
2. „Love Won't Wait“ – 3:29
3. „The Tide Is High (Get the Feeling)“ – 3:25
4. „Feels So Good“ – 3:30
5. „Walking on the Water“ – 4:00
6. „Be with You“ – 3:39
7. „The Moment You Leave Me“ – 3:28
8. „The Last Goodbye“ – 3:07
9. „Love Doesn't Have to Hurt“ – 3:28
10. „Softer the Touch“ – 3:53
11. „The Way That You Are“ – 3:17
12. „Baby Don't U Hurt Me“ – 2:44
13. „So Hot“ – 3:22
14. „Maybe I'm Right“ – 3:31
15. „No One Loves You (Like I Love You)“ – 4:00
16. „Whole Again“ (неиздаван mix) – 3:06

### Специално издание бонус AVCD
1. „It's OK!“ (видео) – 3:16
2. „The Tide Is High (Get the Feeling)“ (видео) – 3:25
3. „Be with You“ (видео) – 3:40
4. „The Last Goodbye“ (видео) – 3:07
5. „Whole Again“ (видео) – 3:16
6. „Eternal Flame“ (видео) – 3:16
7. „The Tide Is High (Get the Feeling)“ (Groove Brother редактиран)
8. „It's OK!“ (M*A*S*H* Radio Mix)
9. „The Last Goodbye“ (Soda Club Mix)
10. „Be with You“ (разширен mix) – 4:35
11. „Whole Again“ (Whirlwind Mix)
12. „Eternal Flame“ (албумна версия) – 3:35